# Mikrosporofyl

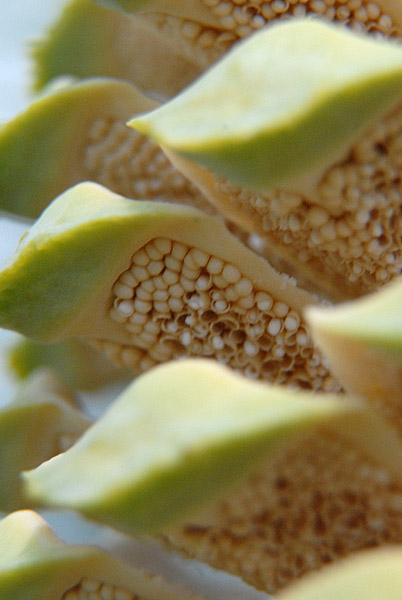
Váčky s pylem, tzv. mikrosporangia, v samčí šištici Encephalartos villosus v Liberci. Jednotlivé šupiny samčí šišky jsou přetvořenými listy, tzv. mikrosporofyly

Mikrosporofyl (en: microsporophyll) je přetvořený list, který nese pylotvorné váčky tzv. mikrosporangia, například v samčích šišticích cykasů. 
Jeho protikladem je makrosporofyl (syn.: megasporofyl) v samičích šiškách.